# 市場晋吾
市場 晋吾（いちば しんご）は、日本の医学者、医師。専門は、救急医学・集中治療医学・心臓血管外科学。学位は、博士（医学）。
日本大学医学部麻酔科学系麻酔科学分野病院教授。元東京女子医科大学教授、元日本医科大学臨床教授、元岡山大学教授、元岡山理科大学教授。

## 人物
岡山大学医学部卒業後、同第二外科（胸部外科）にて博士号取得。複数回の海外留学においてECMOを学ぶ。帰国後、香川県立中央病院救命救急センター、岡山大学病院高度救命救急センターを経て、岡山理科大学工学部生体医工学科教授として、臨床工学技士の育成とECMOの研究に従事。その後、岡山大学大学院医歯薬学総合研究科教授として、ERの立ち上げと救急医の育成に従事した後、日本医科大学臨床教授に就任し、日本でのECMO診療システムを構築した。その後、東京女子医科大学医学部集中治療科教授に就任し、現在は日本大学医学部病院教授を務めている。

## 略歴
- 1987年3月 - 岡山大学医学部卒業[1]
- 1987年4月 - 岡山大学医学部第二外科学医員[1]
- 1992年3月 - 岡山大学大学院医学研究科修了[1]
- 1992年4月 - 公立雲南総合病院外科医員[1]
- 1992年10月 - ミシガン大学メディカルセンター外科学集中治療部門ECMO研究室研究員[1]
- 1996年1月 - 岡山大学医学部第二外科学助手[1]
- 1997年5月 - レスター大学グレンフィールド総合病院胸部心臓外科ハートリンクECMOセンター臨床ECMO専修医[1]
- 1999年1月 - 岡山大学医学部第二外科学助手[1]
- 2000年5月 - 香川県立中央病院救命救急センター医長[1]
- 2001年4月 - 岡山大学医学部救急医学助手[1]
- 2005年4月 - 岡山大学医学部救急医学講師[1]
- 2007年4月 - 岡山理科大学工学部教授[1]
- 2010年4月 - 岡山大学大学院医歯薬学総合研究科地域医療学講座教授、岡山市立市民病院救急センター長[1]
- 2015年4月 - 日本医科大学麻酔科学教室臨床教授[2]、日本医科大学付属病院外科系集中治療科部長[1]・ME部長[1]
- 2020年10月 - 東京女子医科大学医学部集中治療科教授[1]、東京女子医科大学病院臨床工学部運営部長[1]
- 2022年9月 - 東京女子医科大学医学部集中治療科教授[1]、東京女子医科大学病院臨床工学部運営部長[1]・集中治療科診療部長[3]
- 2023年11月 - 東京女子医科大学病院臨床工学部運営部長を退任[4]
- 2024年8月 - 日本大学医学部麻酔科学系麻酔科学分野病院教授、日本大学医学部附属板橋病院麻酔科